# Premios Carlos Trillo
Los Premios Carlos Trillo son un reconocido premio de la Convención de historietas Crack Bang Boom Rosario, Argentina a los historietistas de Argentina. Su nombre es un homenaje al guionista argentino Carlos Trillo. Las nominaciones en cada categoría son propuestas por un grupo de cinco miembros y después son votadas por los invitados de todas las ediciones anteriores de la convención. Para las nominaciones se tienen en cuenta todas las obras publicadas en Argentina por editoriales argentinas durante el año previo. Los ganadores se anuncian durante la Convención de historietas Crack Bang Boom donde también se realiza la entrega de los premios. Los Premios Carlos Trillo fueron otorgados por primera vez en el año 2015.

### Mejor Obra para público adulto
| Año  | Nominadas | Ganador/a |
| ---- | --- | --- |
| 2015 | Altavista (de Fernando Calvi – Editorial Hotel de las Ideas); Control de plagas (de Max Aguirre y Jok – Editorial Loco Rabia); Jusepe en América (de Carlos Trillo y Pablo Túnica – Editorial Común); La Estirpe Maralha (de Eduardo Mazzitelli y Quique Alcatena – Editorial Napoleones sin batallas); Malandras (de Rodolfo Santullo y Dante Ginevra – Editorial Historieteca) | Altavista (de Fernando Calvi – Editorial Hotel de las Ideas)                                                          |
| 2016 | Camino a Auschwitz (de Julián Gorodischer y Marcos Vergara – Editorial Emecé Editores); Causas perdidas (de Federico Baert, Carlos Aón y Lara Lee – Editorial Loco Rabia); Ich (de Luciano Saracino y Ariel Olivetti – Editorial Utopía); La Sudestada (de Juan Sáenz Valiente – Editorial Hotel de las Ideas); ¿Qué he ganado con quererte (Alejandro Farías y Junior Santellán – Editorial Loco Rabia) | La Sudestada (de Juan Sáenz Valiente – Editorial Hotel de las Ideas)                                                  |
| 2017 | A tu rojo ruta (de Mariano Taibo - Szama Ediciones); Almer integral (de Manuel Loza – Editorial Atmósfera); Edén Hotel (de Diego Agrimbau y Gabriel Ippóliti – Editorial Historieteca); El día más largo del futuro (de Lucas Varela – Editorial Hotel de las ideas); El dormilón (de Rodolfo Santullo y Carlos Aón – Editorial Loco Rabia); Justicia poética (de Pablo de Santis y Frank Arbelo); La de las botas rojas (de Sole Otero - Szama Ediciones); La Toma (Fierro / Página 12); Lo blanco del ojo” (de Fernando Calvi – Editorial La Pinta); Warpaint (de Renzo Podestá - Editorial Le Noise)                                        | El día más largo del futuro (de Lucas Varela – Editorial Hotel de las ideas)                                          |
| 2018 | Diagnósticos (de Diego Agrimbau y Lucas Varela – Editorial Hotel de las Ideas - Editorial Historieteca); El Escapista (de Rodolfo Santullo y Horacio Lalia – Editorial Loco Rabia – Editorial Belerofonte); El Pozo (de Lauri Fernández – Editorial Maten al mensajero); Notas al pie (de Nacha Vollenweider – Editorial Maten al mensajero); Perro (de Renzo Podestá – Szama Ediciones); Poncho fue (de Sole Otero – Editorial Hotel de las Ideas); Sadboi (de Berliac - Editorial La Pinta); Ser Super (de Fernando Calvi – Szama Ediciones)                                                                                                 | Diagnósticos (de Diego Agrimbau y Lucas Varela – Editorial Hotel de las Ideas - Editorial Historieteca)               |
| 2019 | 155: Simón Radowitzky (de Agustín Comotto – Emecé Editores); Dora. Malenki Sukole (de Ignacio Minaverry – Editorial Hotel de las Ideas – La Maroma Ediciones); El aneurisma del chico punk II (de Renzo Podestá – Editorial Big Sur); La sombra del altiplano (de Sukermercado – Barro Editora); La vida está en otro lado (de Alejandro Farías y Marcos Vergara – Editorial Hotel de las Ideas); Perdón por ser tan genial (de Mariela Viglietti – Editorial Le Noise); ¿Quién mató a Rexton? (de Diego Agrimbau, Patricio Delpeche, Gabriel Ippoliti, Fernando Baldó, Dante Ginevra, Pietro y Gato Fernández – Editorial Hotel de las Ideas) | El aneurisma del chico punk (de Renzo Podestá – Editorial Big Sur)                                                    |
| 2020 | Dora. Amsel, Vogel, Hahn (de Ignacio Minaverry – Editorial Hotel de las Ideas – La Maroma Ediciones); El mundo extraño (de Loris Z – Szama Ediciones); El último recurso (de Lubrio y Kundo Krunch – Editorial Libera la Bestia); Intensa (de Sole Otero – Editorial Hotel de las Ideas); Nuda vida (de Lautaro Fiszman – Editorial Tren en movimiento); Piedra bruja (de Femimutancia); Pintamonos (de Rodolfo Santullo y Leo Sandler – Editorial Maten al Mensajero); Raymond (de Alejandro Farías y Leo Sandler – Karkass Ediciones) | El último recurso (de Lubrio y Kundo Krunch – Editorial Libera la Bestia)                                             |
| 2022 | Banzai (de Femimutancia – Feminismo gráfico); Cartográfica (de Sike – Estudio Mafia); El último recurso: Un cuento de Navidad (de Lubrio y Kundo Krunch – Editorial Libera la bestia); Guaraní (de Diego Agrimbau y Gabriel Ippóliti – Editorial Hotel de las Ideas); Inframundo (de Xina Ocho – Editorial Hotel de las Ideas); Las hijas de Sedna (de Dolores Alcatena – Editorial Jano Comics); Llamarada (de Jorge González – Editorial Hotel de las Ideas); Naftalina (de Sole Otero – Editorial Salamandra Graphic) | Cartográfica (de Sike – Estudio Mafia); Guaraní (de Diego Agrimbau y Gabriel Ippóliti – Editorial Hotel de las Ideas) |
| 2023 | Apagón (de Martín Tejada y Carlos Dearmas - Editorial Hotel de las Ideas); El fuego que purifica (de Dolores Alcatena - Edición de autora); El nuevo milenio (de Rocío Espina - Editorial La Pinta); La cárcel del fin del mundo (de Santiago Sanchez Kutika y Kundo Krunch - Editorial Hotel de las Ideas); La madriguera (de Femimutancia - Editorial Hotel de las Ideas); Trelew. La pasión fusilada (de Mariana Arruti y Lautaro Fiszman - Editado por Ministerio de Justicia y Derechos Humanos de la Nación); Turba (de Lauri Fernández - Editorial Hotel de las Ideas)                                                                  | La madriguera (de Femimutancia - Editorial Hotel de las Ideas)                                                        |

### Mejor Obra de Humor gráfico
| Año  | Nominadas | Ganador/a |
| ---- | --- | --- |
| 2015 | Dios, el amor, el hombre y dos o tres cosas más (de Tute – Editorial Sudamericana); Hijitos de puta (de Gustavo Sala - Llanto de mudo); Macanudo 11 (de Liniers – Editorial Común); Mar de caca (de Julián Mono – Llanto de mudo); Marisa quiere pija (de Brian Janchez – Editorial Noviembre)                                                                                              | Hijitos de puta (de Gustavo Sala - Llanto de mudo)                                                           |
| 2016 | Barrio gris (de Pipi Spósito y Eduardo Maicas – Wolcowicz Editores); De cómo me hice rico y famoso (de Cirianni – Editorial Burlesque); Judíos (de Sergio Langer – Editorial Planeta); Mortadelas salvajes (de Frank Vega – Editorial Tren en movimiento); Un perro con sombrero (de Alfredo Casero y Juan Sáenz Valiente)                                                                  | Judíos (de Sergio Langer – Editorial Planeta)                                                                |
| 2017 | El granjero de Jesú. Edición completa, definitiva y ampliada (de Ángel Mosquito – Editorial Maten al mensajero); Humor petiso, Las mujeres y los niños primero (de Diego Parés – Editorial Edhasa); La última navidad (de Julián Mono - Ediciones Noviembre); Lucha Peluche 4 (de El Niño Rodríguez – Ediciones de la Flor); Tumor gráfico (de Gustavo Sala – Editorial Hotel de las Ideas) | Humor petiso, Las mujeres y los niños primero (de Diego Parés – Editorial Edhasa)                            |
| 2018 | ¡Corre Wachín! (de Nahuel Sagárnaga – Ediciones Noviembre); Batu. Volumen 6 (de Tute – Editorial Sudamericana/Random House Mondadori); Humor al diván (de Tute – Editorial Sudamericana); Pip y Pep (de Paula Sosa Holt – Editorial Maten al Mensajero); Y, viste cómo es (de Szoka – Ediciones de la Flor)                                                                                 | ¡Corre Wachín! (de Nahuel Sagárnaga – Ediciones Noviembre)                                                   |
| 2019 | Ah-re (de Tiana – Editorial Loco Rabia); Desgracias totales (de Gustavo Sala - Editorial Gourmet Musical); La vida real (de Martín Garabal - Editorial Wai Comics); Siempre la misma historia (de Sole Otero - Editorial Dícese); Vainilla Kids (de Paula Sosa Holt - Editorial Maten al Mensajero)                                                                                         | ''Ah-re'' (de Tiana - Editorial Loco Rabia; Desgracias totales (de Gustavo Sala - Editorial Gourmet Musical) |
| 2020 | Alegría: Tercer anuario (VV.AA. - La Maroma Ediciones); Bife angosto 5 (de Gustavo Sala - Ediciones de la Flor); Guapo (de Emán Ciriannni - Szama Ediciones); La caja (de Esteban Podetti - Historieteca Editorial); Y, viste cómo es 3 (de Szoka - Ediciones de la Flor) | La caja (de Esteban Podetti - Historieteca Editorial)                                                        |
| 2022 | ¡Todo es político! (de Tute - Editorial Hotel de las Ideas); Andá a lavar los platos (de Alejandra Lunik - Editorial Hotel de las Ideas); Buenos Aires en pelotas (de Gustavo Sala - Editorial Sudamericana); La caja 2 (de Esteban Podetti - Historieteca Editorial); La pandemia de mi vida (de Emán Cirianni - Editorial Loco Rabia)                                                     | La caja 2 (de Esteban Podetti - Historieteca Editorial)                                                      |
| 2023 | Eloísa 3 (de Max Aguirre - Gárgola Ediciones); La caja 3: ¡Apestados! (de Esteban Podetti - Historieteca Editorial); La negra gedienta (de Majox - Historieteca Editorial); Mabel y Rubén (de Tute - Editorial Sudamericana/Random House) | La caja 3: ¡Apestados! (de Esteban Podetti - Historieteca Editorial)                                         |

### Mejor Obra para Público Infantil
| Año  | Nominadas | Ganador/a                                                                                   |
| ---- | --- | ------------------------------------------------------------------------------------------- |
| 2015 | Alina y Aroldo 3 (de Max Aguirre - Editorial Pictus); Escuela de Monstruos 5 (de El Bruno - Editorial Pictus); Gastronomágico (de Javier Rovella - Editorial Pictus); Mayor y menor 7 (de Chanti - Editorial Sudamericana); Señor Invierno (de Jok - Editorial Pictus) | Escuela de Monstruos 5 (de El Bruno - Editorial Pictus)                                     |
| 2016 | Bosquenegro: Esa cosa rara que cayó del cielo (de Fernando Calvi - Editorial Comiks Debris); El infante Dante Elefante 3 (de Javier Rovella - Ediciones de la Flor); Escuela de Monstruos 6 (de El Bruno - Editorial Pictus); Tiburcio en concierto (de Alejo Valdearena y Diego Greco - Editorial Comiks Debris); Zoila Zombie 1 - Buñuelos de seso a la criolla (de Lubrio - Editorial Blup Ink)                                              | Escuela de Monstruos 6 (de El Bruno - Editorial Pictus)                                     |
| 2017 | Escuela de Monstruos 7 (de El Bruno - Editorial Pictus); Lucy Niestra, detective de sueños - Libro 1 (de Lubrio - Editorial Blup Ink); Max Hell 1: El planeta de Viernes (de Guillermo Höhn y Pablo Tambuscio - Editorial Pictus); Mayor y menor 10 (de Chanti - Penguin Random House Mondadori); Zacarías y otras porquerías (de Alejandro Farías y Leo Sandler - Editorial Loco Rabia / Dragón Comics)                                        | Max Hell 1: El planeta de Viernes (de Guillermo Höhn y Pablo Tambuscio - Editorial Pictus)  |
| 2018 | Escuela de Monstruos 8 (de El Bruno - Editorial Pictus); Historias delirantes y otros locos personajes 2 (de Chanti - Editorial Comiks Debris); Max Hell 2: Escape de Nova Cartago (de Guillermo Höhn y Pablo Tambuscio - Editorial Pictus); Urgh y la corona de huesos (de Andrés Alloco - Editorial Loco Rabia); Zoila Zombie 2 - Empanadas de jamón y seso (de Lubrio - Editorial Blup Ink)                                                  | Max Hell 2: Escape de Nova Cartago (de Guillermo Höhn y Pablo Tambuscio - Editorial Pictus) |
| 2019 | Bosquenegro Bosqueblanco (de Fernando Calvi - Editorial Comiks Debris); Detective Ramos (de Guido Barsi y Darío Reyes - Pi Ediciones); El desierto de Nemo (de Fernando Maiarú y Estanislao Marugo - NHA); La cazadora de libros (de Pablo de Santis - Editorial Común); Mayor y menor 14 (de Chanti - Penguin Random House Mondadori); Tiburcio se pone mimoso (de Alejo Valdearena y Diego Greco - Editorial Comiks Debris)                   | Bosquenegro Bosqueblanco (de Fernando Calvi - Editorial Comiks Debris)                      |
| 2020 | ¡Bú! Historietas con monstruos (VV.AA. - Pi Ediciones); Capitán Galaxia (de Luciano Saracino y Javier Solar - Editorial Del Naranjo); Escuela de Monstruos 10 (de El Bruno - Editorial Pictus); Héroes en el aula (de Deivid y Aleta Vidal - Editorial Blup Ink); Pumbapá (VV.AA. - Editorial Loco Rabia) | Escuela de Monstruos 10 (de El Bruno - Editorial Pictus)                                    |
| 2022 | Bosquenegro: Bosquerrojo (de Fernando Calvi - Editorial Comiks Debris); El diablo en la torre nueve (de Daniela Ruggeri - Editorial Barro); Escuela de Monstruos 12 (de El Bruno - Editorial Pictus); Grandes historietitas: El increíble barco pirata volador (de Brian Janchez - Editorial Maten al Mensajero); Noni´´ (de Sole Otero - Editorial Hotel de las Ideas)                                                                         | El diablo en la torre nueve (de Daniela Ruggeri - Editorial Barro)                          |
| 2023 | El pequeño gigante (de Alejandro Farías y Tomás Gimbernat - Editorial Loco Rabia); Gala y Gibbs (de Matías Di Stéfano y Marcos Vergara - Editorial Loco Rabia / Los Aspirantes Ediciones); Los Angirú Vol. 2 (de Ernesto Parrilla y Nacho Yunis - Editorial Rabdomantes); Max Hell 3. Rescate en Oberón (de Guillermo Höhn y Pablo Tambuscio - Editorial Pictus);Mayor y Menor 19 (de Chanti - Editorial Sudamericana / Random House Mondadori) | Max Hell 3. Rescate en Oberón (de Guillermo Höhn y Pablo Tambuscio - Editorial Pictus)      |

### Mejor Antología
| Año  | Nominadas | Ganador/a |
| ---- | --- | --- |
| 2015 | Antología de héroes argentinos Vol 4 (VV.AA. - Editorial Universo Retro); Bujarín 1 (de Damián Conelly y VV.AA. - Editorial Dead Pop); De Once a Moreno (VV.AA. - Editorial Hotel de las Ideas); Liga del mal 2 (VV.AA. - Editorial Llanto de Mudo); Misterios de cuarto cerrado (de Rodolfo Santullo y VV.AA. - Editorial Pictus)                                                     | Liga del mal 2 (de Pablo Tambuscio, Gerardo Baró, Diego Simone, Tony Ganem, Patricio Plaza e Industrias Lamonicana - Editorial Llanto de Mudo)                                 |
| 2016 | Antología Historieta (VV.AA. - Editorial Llanto de Mudo); Antología de héroes argentinos Vol 5 (VV.AA. - Editorial Universo Retro); El tripero XX (VV.AA. - Editorial Tren en movimiento); Informe: Historieta Argentina del siglo XXI (Editorial Municipal de Rosario); Terminus #8 (VV.AA. - Editorial Terminus)                                                                     | Terminus #8 (VV.AA. - Editorial Terminus) |
| 2017 | Revista Fierro (Página 12); Hounds Vol. 1 (de Rodolfo Santullo y VV.AA. - Editorial Pictus); "La Snob" (Grupo Unión Editorial); Revista Quimera (Editorial Rabdomantes); Revista Terminus (Terminus) | Revista Terminus (Terminus) |
| 2018 | Alegría (de Guillermo Domínguez Sánchez - La Maroma Ediciones); Distinta (Sudamericana / Randm House Mondadori); El volcán (Editorial Municipal de Rosario - Musaraña Editora); La gran batalla total intergaláctica: Historieta LGTBI (Editorial Municipal de Rosario); Liga del Mal: La cuenta final (VV.AA. - Editorial Loco Rabia - Belerofonte)                                   | Liga del Mal: La cuenta final (de Pablo Tambuscio, Gerardo Baró, Diego Simone, Tony Ganem, Patricio Plaza e Industrias Lamonicana - Editorial Loco Rabia - Belerofonte)        |
| 2019 | Alegría. Segundo anuario (La Maroma Ediciones); Destrucción (Clan de Fomento); Distopía 2 (VV.AA. - Editorial Pictus); La pelota no dobla (Pi Ediciones); Puntapié: antología futbolera en cuadritos (Editorial Comiks Debris) | Distopía 2 (de Diego Agrimbau, Juan Manuel Tumburús, Rodolfo Santullo, Damián Couceiro, Luciano Saracino, Nicolás Brondo, Guillermo Höhn y Roberto Viacava - Editorial Pictus) |
| 2020 | 8Track+Anthology Vol.1 (VV.AA. - Blackbird Ediciones); Distopía 3 (VV.AA. - Editorial Pictus); Los descendientes: Los mitos argentinos de Lovecraft (VV.AA. - Editorial Purple Books); Pibas: Antología de historietistas contemporáneas argentinas (VV.AA. - Editorial Hotel de las Ideas); ¿Qué querés ser cuando seas grande? (de Marcelo Pulido y VV.AA. - Historieteca Editorial) | Pibas: Antología de historietistas contemporáneas argentinas (VV.AA. - Editorial Hotel de las Ideas)                                                                           |
| 2022 | Distopía Vol. 4 (VV.AA. - Editorial Pictus); Dynamo (VV.AA. - Editorial Pictus); Fantástica Violeta (VV.AA. - Editorial Maten al Mensajero); Historieta Revólver. Anuario (VV.AA. Editorial Historieta Revólver); Hoy: Historieta Argentina Independiente (VV.AA. - Editorial Zinerama); Marea (VV.AA. - Editorial Musaraña)                                                           | Hoy: Historieta Argentina Independiente (VV.AA. - Editorial Zinerama) |
| 2023 | ''8Track+Anthology Vol.2 (VV.AA. - Blackbird Ediciones); Dinastía maldita y otras historias de Japón (VV.AA. - Editorial Merci); Historieta Revólver #14 (VV.AA. Editorial Historieta Revólver); Mamma Marilyn (VV.AA. - Viajero del Alba Ediciones); Metamorfosis (de Paula Andrade - Editorial Gutter Glitter)                                                                       | Metamorfosis (de Paula Andrade - Editorial Gutter Glitter) |

### Mejor Rescate de material previamente editado en Argentina o en el extranjero
| Año  | Nominados | Ganador/a |
| ---- | --- | --- |
| 2016 | Ciudad (de Ricardo Barreiro y Juan Giménez - Historieteca Editorial); Las tierras del oso (de Carlos Vogt - Editorial Loco Rabia); Lo peor de Maitena (Editorial Sudamericana); Metallum Terra y otros mundos imposibles (de Eduardo Mazzitelli y Enrique Alcatena - Editorial Napoleones sin Batallas); Sudor Sudaca (de José Muñoz y Carlos Sampayo - Editorial Hotel de las Ideas) | Sudor Sudaca (de José Muñoz y Carlos Sampayo - Editorial Hotel de las Ideas) |
| 2017 | El patito saubón (de Carlos Nine - Editorial Hotel de las Ideas); Rio Kid y el príncipe de la oscuridad (de Alberto Saichann, Carlos Albiac, Eduardo Mazzitelli y Walter Slavich - Editorial Loco Rabia); Robinson Sosa: una saga rosarina (Manuel Aranda y El Tomi - Centro Cultural Fontanarrosa); Simplemente Quino (de Quino - Editorial de la Flor); The Hell Trekkers (de Alan Grant y Horacio Lalia - Editorial Loco Rabia)                                                                                        | El patito saubón (de Carlos Nine - Editorial Hotel de las Ideas) |
| 2018 | Colección Patoruzú 1 (de Dante Quinterno - Ediciones Assisi); Cuestión de tiempo (de Juan Giménez - Editorial Comic.ar); Custer (de Carlos Trillo y Jordi Bernet - Historieteca Editorial); El hombre primordial (de Mauro Mantella y German Erramouspe - Editorial Rabdomantes); Panteras (de Eduardo Mazzitelli y Enrique Alcatena - Purple Books) | Panteras (de Eduardo Mazzitelli y Enrique Alcatena - Purple Books) |
| 2019 | Aventuras de Hijitus (de Manuel García Ferré - Ediciones Assisi); Batato Barea: Historietas obvias y otros numeritos (de Batato BArea - Editorial Milena Caserola / Cosmocosa / Archivo Batato Barea); Cordoba Blues (de Peiró - Editorial Historieteca / Editorial Hotel de las Ideas); Doctor oscuro (de Roberto Barreiro y Lucas Varela - Editorial Rabdomantes); Pesadillas (de Eduardo Mazzitelli y Enrique Alcatena - Purple Books)                                                                                 | Cordoba Blues (de Peiró - Editorial Historieteca / Editorial Hotel de las Ideas); Pesadillas (de Eduardo Mazzitelli y Enrique Alcatena - Purple Books)                                    |
| 2020 | Bizancio integral (de Mauro Mantella y VV.AA. - Rabdomantes Ediciones); ¿Drácula, Dracul, Vlad? ¡Bah…! (de Alberto Breccia - Editorial Hotel de las Ideas);El Ziggurat (de Eduardo Mazzitelli y Enrique Alcatena - Historieteca Editorial / Puro Comic Ediciones); Ernie Pike: Corresponsal de guerra 1 (de Héctor G. Oesterheld y Hugo Pratt - Editorial Planeta Comic); Ficcionario (de Horacio Altuna - Editorial Quiosquito de Libros)                                                                                | ¿Drácula, Dracul, Vlad? ¡Bah…! (de Alberto Breccia - Editorial Hotel de las Ideas); Ernie Pike: Corresponsal de guerra 1 (de Héctor G. Oesterheld y Hugo Pratt - Editorial Planeta Comic) |
| 2022 | Alvar Mayor: El origen de los mitos (de Carlos Trillo y Enrique Breccia -Editorial Loco Rabia / 2D); Evaristo integral (de Francisco Solano López y Carlos Sampayo - Editorial Hotel de las Ideas); Guerra de los antartes (de Héctor Germán Oesterheld y León Napoo - Editorial Doedytores); Nadie: El misterio de Fu Manchú (de Carlos Trillo y Alberto Breccia - Editorial Doedytores) | Alvar Mayor: El origen de los mitos (de Carlos Trillo y Enrique Breccia -Editorial Loco Rabia / 2D)                                                                                       |
| 2023 | Alvar Mayor III: la realidad de los sueños (de Carlos Trillo y Enrique Breccia - Editorial Loco Rabia / 2D); Cosecha verde / El Iguana (Carlos Trillo y Domingo Mandrafina - Editorial Loco Rabia / 2D); Desfigurado (de Salvador Sanz - Editorial Black Cat Studio); Fantagás Integral (de Carlos Nine - Editorial Hotel de las Ideas); Las aventuras del negro Raúl (de Arturo Lantieri y otros - Ediciones Biblioteca Nacional); Universo DC por Quique Alcatena (de Enrique Alcatena y VV.AA. - Editorial Ovni Press) | Universo DC por Quique Alcatena (de Enrique Alcatena y VV.AA. - Editorial Ovni Press) |

### Mejor Webcomic
| Año  | Nominados | Ganador/a |
| ---- | --- | --- |
| 2020 | Brujas (de Agustina Casot - Facebook de la autora); Estrella roja (de Manuel Loza - Loco Rabia E-Zine); Francisco y angustias (de Rodolfo Santullo y Marcos Vergara - Loco Rabia E-Zine); Los hermanos Dadá (de Federico Baert y Marcos Vergara - Loco Rabia E-Zine); Nathaniel Fox y la tumba de Humayun (de Rodolfo Santullo, Manuel Loza y El Santa - Loco Rabia E-Zine) | Brujas (de Agustina Casot) |
| 2022 | K1NDR3D (de Marcelo Acevedo y Renzo Podestá - Le Noise); El pasajero del U-977 (de Rodolfo Santullo y Carlos Barocelli - Revista Dynamo - Editorial Pictus);La Red (de Rodolfo Santullo y El Santa - Revista Dynamo - Editorial Pictus); Estrella roja (de Manuel Loza - Loco Rabia E-Zine); Nathaniel Fox y la tumba de Humayun (de Rodolfo Santullo, Manuel Loza y El Santa - Loco Rabia E-Zine); Sergas de Esplandián 2: El desierto y el león (de Diego Cárcano - Loco Rabia E-Zine) | El pasajero del U-977 (de Rodolfo Santullo y Carlos Barocelli - Revista Dynamo - Editorial Pictus); Estrella roja (de Manuel Loza - Loco Rabia E-Zine) |
| 2023 | Celiaquía y confusión (de Sine - Instagram del autor); El escapista 2 (de Rodolfo Santullo y Horacio Lalia - Loco Rabia E-Zine); El hilandero (de Teora Bravo - en El destape web); La zarigüeya y la perra (de Paula Andrade - en El Destape web); Nathaniel Fox y la tierra hueca (de Rodolfo Santullo, Manuel Loza y El Santa - Loco Rabia E-Zine); Un lugar mejor (de Lejana - Behance de la autora)                                                                                 | Nathaniel Fox y la tierra hueca (de Rodolfo Santullo, Manuel Loza y El Santa - Loco Rabia E-Zine)                                                      |

### Mejor Portada
| Año  | Nominadas | Ganador/a |
| ---- | --- | --- |
| 2015 | Dopperlgänger Vol. II (Matías San Juan y Pablo Vigo - Editorial La Pinta); Revista Fierro #93 (Emilio Utrera - Página 12); Revista Fierro #95 (Alejandro Burdisio - Página 12); Liga del Mal 2 (Julián Totino Tedesco - Llanto de mudo); Terminus #6 (Germán Peralta - Términus) | Revista Fierro #95 (Alejandro Burdisio - Página 12); Liga del Mal 2 (Julián Totino Tedesco - Llanto de mudo) |
| 2016 | Revista Fierro #100 (Diego Parés y Lucas Nine - Página 12); Papapop (Ariel Lopez V - Galería); ¿Qué clase de casa es esta? (Manuel Depetris - Editorial La Pinta); Terminus #8 (Germán Peralta - Términus); Wonderland (Agustín Graham Nakamura - Editorial Pictus) | Terminus #8 (Germán Peralta - Términus)                                                                      |
| 2017 | El dormilón (Carlos Aón - Editorial Loco Rabia); Guro (Diego Simone - Szama Ediciones); Lo blanco del ojo (Fernando Calvi - Editorial La Pinta); Sereno (Luciano Vecchio - Editorial Gutter Glitter); Warpaint (Renzo Podestá - Editorial Le Noise) | El dormilón (Carlos Aón - Editorial Loco Rabia); Guro (Diego Simone - Szama Ediciones)                       |
| 2018 | María (Mariela Viglietti - Le Noise); Perro (Renzo Podestá - Szama Ediciones); Sadboi (Berliac - Editorial La Pinta); Ser Super (Fernando Calvi - Szama Ediciones); Tekton (Lisandro Estherren - Terminus Libros) | Tekton (Lisandro Estherren - Terminus Libros)                                                                |
| 2019 | El arca de Lucas Leppe (Richard Ortiz - Capitán Ediciones); Herbert West. Carne fresca (Rodrigo López - Utopía Editorial); Iceberg (Kristian Rossi - Editorial Libera la Bestia); Motordrome #1 (Mariano Taibo -Szama Ediciones); Perdón por ser tan genial (Mariela Viglietti - Editorial Le Noise); Tutorial para pilotear un robot gigante y otras historietas (Brian Janchez - Ediciones Noviembre) | Iceberg (Kristian Rossi - Editorial Libera la Bestia)                                                        |
| 2020 | Alegría: Tercer anuario (Polaco Scalerandi - La Maroma Ediciones); Bizancio integral (Diego Yapur - Rabdomantes Ediciones); El mundo extraño (Loris Z - Szama Ediciones); Mi cuerpo, un bosque (Maelitha - Barro Ediciones); Wormboy #1 (Renzo Podestá - Editorial Le Noise) | Alegría: Tercer anuario (Polaco Scalerandi - La Maroma Ediciones)                                            |
| 2022 | Los jinetes: y la noche 1002… 1003… 1004… (Quique Alcatena - Editorial Loco Rabia); La saga de los distintos Vol. 2: Mamífero en el reino de los reptiles (Chanti - Editorial Planeta Junior); Las andanzas del incorregible Paolo Pinocchio (Lucas Varela - Editorial Hotel de las Ideas); Guaraní (Gabriel Ippóliti - Editorial Hotel de las Ideas); Zomvikingos (Germán Peralta - Capitán Ediciones) | Zomvikingos (Germán Peralta - Capitán Ediciones)                                                             |
| 2023 | Bondi del espacio (Alejandro Burdisio - Duma Ediciones);Dinastía maldita y otras historias de Japón (Enrique Alcatena - Merci Editorial); Manta - Libro 6 (Juan Ferreyra - Editorial Libera la bestia); Metamorfosis (Paula Andrade - Editorial Gutter Glitter); Santa Sombra (Paula Boffo - Barro Editora)                                                                                             | Santa Sombra (Paula Boffo - Barro Editora)                                                                   |

### Mejor Dibujante
| Año  | Nominados/as | Ganador/a                                                |
| ---- | --- | -------------------------------------------------------- |
| 2015 | Enrique Alcatena (La estirpe Maralha - Editorial Napoleones sin batallas); Oscar Capristo (Planeta Jungla - Editorial Loco Rabia); Jok (Control de Plagas - Editorial Loco Rabia); Renzo Podestá (Taxidermista - Editorial Dead Pop); Pablo Túnica (Juseppe en América - Editorial Común) | Enrique Alcatena por La estirpe Maralha                  |
| 2016 | Ariel Olivetti (Ich - Editorial Utopía); Carlos Aón (Causas Perdidas - Editorial Loco Rabia); Juan Sáenz valiente (Un perro con sombrero - Casero-Saenz Valiente); Jok (Merlín, el druída - Editorial Pictus); Matías San Juan (Doppelgänger - Editorial La Pinta) | Jok por Merlín, el druída                                |
| 2017 | Carlos Aón (El dormilón - Editorial Loco Rabia); Gabriel Ippóliti (Edén Hotel - Historieteca Editorial); Gabriel Luque (Mute - Editorial Rabdomantes); Juan Sáenz Valiente (Cobalto - Editorial Hotel de las ideas); Marc Borstel (Banda de Orcos - Editorial Pictus) | Juan Sáenz Valiente por Cobalto                          |
| 2018 | Sebastián Dufour (Tango cruzado - Editorial Hotel de las Ideas); Germán Erramouspe (Libertadores – Capitán Barato Comics); Horacio Lalia (El Escapista - Editorial Loco Rabia - Belerofonte); Pablo Tambuscio (Max Hell 2. Escape de Nova Cartago - Editorial Pictus); Lucas Varela (Diagnósticos - Historieteca Editorial - Editorial Hotel de las Ideas)                                       | Lucas Varela por Diagnósticos                            |
| 2019 | Muriel Frega (Amores en danza - Mala Praxis Ediciones); Carlos Gómez (Historias cortas - Eduvim); Pedro Mancini (Felicidad - Rabdomantes Ediciones / Ediciones 975); Facundo Percio (Beatnik Buenos Aires - Editorial Hotel de las Ideas); Mariano Taibo (Motordrome #1 - Szama Ediciones); Marcos Vergara (La vida está en otro lado - Editorial Hotel de las ideas)                            | Facundo Percio por Beatnik Buenos Aires                  |
| 2020 | Muriel Frega (Ruido blanco - Mala Praxis Ediciones); Jok (Ladrones y mazmorras. La canción de la serpiente - Editorial Loco Rabia / Belerofonte); Kundo Krunch (El último recurso - Editorial Libera la bestia); Leo Sandler (Pintamonos - Editorial Maten al Mensajero); Franco Viglino (El Principito - Ovni Press)                                                                            | Kundo Krunch por El último recurso                       |
| 2022 | Gabriel Ippóliti (Guaraní - Editorial Hotel de las Ideas); Manuel Loza (Nathaniel Fox y el templo de Humayun - Editorial Loco Rabia); Kundo Krunch (El último recurso: un cuento de Navidad - Editorial Libera La Bestia); Juan Sáenz Valiente (El comics - Historieteca Editorial); Lucas Varela (El Humano - Editorial Hotel de las Ideas); Lucas Vasallo (Los primogénitos - PlisskenStudios) | Kundo Krunch por El último recurso: un cuento de Navidad |
| 2023 | Carlos Dearmas (Apagón - Editorial Hotel de las Ideas); Lautaro Fiszman (Trelew. La pasión fusilada - Ministerio de Justicia y Derechos Humanos de la Nación); Horacio Lalia (La orden del Bes - Los Aspirantes Ediciones); Manuel Loza (Nathaniel Fox y la tierra hueca - Editorial Loco Rabia); Ignacio Segesso (Flor de espadas - Multiversal Ediciones)                                      | Carlos Dearmas por Apagón                                |

### Mejor Guionista
| Año  | Nominados/as | Ganador/a                                                |
| ---- | --- | -------------------------------------------------------- |
| 2015 | Max Aguirre (Control de plagas - Editorial Loco Rabia); Damián Connelly (Una última carta - Editorial Dead Pop); Eduardo Mazzitelli (La estirpe Maralha - Editorial Napoleones sin batallas); Federico Reggiani (Tristeza - Editorial Llanto de Mudo); Rodolfo Santullo (Malandras - Historieteca Editorial)                                                                              | Rodolfo Santullo por Malandras                           |
| 2016 | Alejandro Farías (¿Qué he ganado con quererte? - Editorial Loco Rabia); Federico Baert (Causas perdidas - Editorial Loco Rabia); Julián Gorodischer (Caminoa a Auschwitz - Editorial Emecé); Luciano Saracino (Ich - Editorial Utopía); Rodolfo Santullo (El oro del Zar - Editorial Loco Rabia)                                                                                          | Rodolfo Santullo por El oro del Zar                      |
| 2017 | Alejandro Farías (El color de la nieve - Editorial Loco Rabia); Diego Agrimbau (Edén Hotel - Historieteca Editorial); Federico Reggiani (Autobiógrafo: La danza del enano, el perro y el ciempiés - Editorial Maten al mensajero); Pablo de Santis (Justicia poética - Editorial Colihue); Rodolfo Santullo (El dormilón - Editorial Loco Rabia)                                          | Rodolfo Santullo por El dormilón                         |
| 2018 | Diego Agrimbau (Diagnósticos - Historieteca Editorial / Editorial Hotel de las Ideas); Max Aguirre (Tango cruzado - Editorial Hotel de las Ideas); Carina Maguregui (Modus Operandi - Editorial Mala Praxis); Guillermo Höhn (Max Hell 2: Escape de Nova Cartago - Editorial Pictus); Rodolfo Santullo (El escapista - Editorial Loco Rabia / Belerofonte)                                | Rodolfo Santullo por El escapista                        |
| 2019 | Diego Agrimbau (¿Quién mató a Rexton - Editorial Hotel de las Ideas); Abel Alves (Segunda venida - Editorial Loco Rabia); Diego Arondojo (Beatnik Buenos Aires - Editorial Hotel de las Ideas); Alejandro Farías (La vida está en otro lado - Editorial Hotel de las Ideas); Rodolfo Santullo (Ladrones y mazmorras - Editorial Loco Rabia); Luciano Saracino (Historias cortas - Eduvim) | Abel Alves por Segunda venida                            |
| 2020 | Juan Carrá (ESMA - Evaristo Editorial); Lubrio (El último recurso Editorial Libera La Bestia); Nicolás Peruzzo (Diskettes Editorial Loco Rabia / Ninfa Comics); Marcelo Pulido (¿Qué querés er cuando seas grande? - Historieteca Editorial); Rodolfo Santullo (Pintamonos - Editorial Maten Al Mensajero)                                                                                | Rodolfo Santullo por Pintamonos                          |
| 2022 | Diego Agrimbau (Guaraní - Editorial Hotel de las Ideas); Emilio Balcarce (Covidcomics - Piedra, Papel o Tijera Ediciones); Lubrio (El último recurso: Un cuento de Navidad - Editorial Libera la Bestia); Rodolfo Santullo (Nathaniel Fox y la tumba de Humayun - Editorial Loco Rabia)                                                                                                   | Rodolfo Santullo por Nathaniel Fox y la tumba de Humayun |
| 2023 | Diego Arondojo (Solo lágrimas - Editorial Lafarium); Fernando Bogado (Las guerras metódicas - Barro Editora); Nicolás Mobilia (Flor de Espadas - Multiversal Ediciones); Santiago Sánchez Kutika (La cárcel del fin del mundo Editorial Hotel de las Ideas); Rodolfo Santullo (La orden del Bes - Los Aspirantes Ediciones); Martín Tejada (Apagón - Editorial Hotel de las Ideas)        | Rodolfo Santullo por La orden del Bes                    |

### Mejor Autor/a integral
| Año  | Nominados/as | Ganador/a                                                            |
| ---- | --- | -------------------------------------------------------------------- |
| 2015 | Fernando Calvi (ALTAVISTA - Editorial Hotel de las Ideas); Lautaro Fiszman (Barro y sangre - Editorial Tren en movimiento); Agustín Graham Nakamura (Zero Point - Editorial Agua Negra); Salvador Sanz (Angela della Morte - Ovni Press); Mauro Serafini (Escuela de Monstruos 5 - Editorial Pictus) | Salvador Sanz por Angela della Morte                                 |
| 2016 | Fernando Calvi (Bubbles - Editorial Hotel de las Ideas); Juan Sáenz Valiente (La sudestada - Editorial Hotel de las Ideas); Lucas Nine (Te de nuez - Editorial Común); Mauro Serafini (Escuela de Monstruos 6 - Editorial Pictus); Pedro Mancini (Alien triste - Editorial Hotel de las Ideas) | Juan Sáenz Valiente por La sudestada                                 |
| 2017 | Emilio Utrera (La toma – Fierro - Página/12 - Emilio Utrera); Fernando Calvi (Lo blanco del ojo – Editorial La Pinta); Lucas Varela (El día más largo del futuro – Editorial Hotel de las Ideas);Luciano Vecchio (Sereno – Editorial Gutter Glitter);Manuel Loza (Almer integral - Editorial Atmósfera); Mariano Taibo (A tu rojo ruta – Szama Ediciones); Paula Andrade (Oveja negra – Editorial Gutter Glitter); Renzo Podestá (Warpaint – Editorial Le Noise); Salvador Sanz (El esqueleto – OVNI Press); Soledad Otero (La de botas rojas – Szama Ediciones)                       | Lucas Varela por El día más largo del futuro                         |
| 2018 | Paula Andrade (Cría cuervos – Editorial Gutter Glitter); Fernando Calvi (Ser súper – Szama Ediciones); Lauri Fernández (El pozo – Editorial Maten al Mensajero); Soledad Otero (Poncho fue – Editorial Hotel de las Ideas); Renzo Podestá (Perro – Szama Ediciones); Juan Sáenz Valiente (Norton Gutiérrez y el collar de Emma Tzampak - Editorial Hotel de las Ideas); Mariela Viglietti (María – Editorial Le Noise); Nacha Vollenweider (Notas al pie – Editorial Maten al Mensajero)                                                                                               | Juan Sáenz Valiente por Norton Gutiérrez y el collar de Emma Tzampak |
| 2019 | Enrique Alcatena (Dr. Paradox - Editorial Comiks Debris); Paula Andrade (Porni pulpis - Editorial Gutter Glitter); Agustín Comotto (155: Simón Radowitzky - Emecé Editorial); Renzo Podestá (El aneurisma del chico punk II - Editorial Big Sur); Paula Suko (La sombra del altiplano - Barro Editora); Mariela Viglietti (Perdón por ser tan genial - Editorial Le Noise) | Enrique Alcatena por Dr. Paradox                                     |
| 2020 | Enrique Alcatena (Dr. Paradox en el país de las maravillas - Editorial Comiks Debris); Fran Fantino (Un tipo normal - Editorial La Quinta / Loco Rabia Editora); Ignacio Minaverry (Dora Amsel, Vogel, Hahn - Editorial Hotel de las Ideas / La Maroma Ediciones); Patricio Oliver (Los Potenciales - Szama Ediciones); Sole Otero (Intensa - Editorial Hotel de las Ideas); Renzo Podestá (Wormboy #1 Editorial Le Noise); Juan Sáenz Valiente (Norton Gutiérrez y el experimento del profesor Maglione - Editorial Hotel de las Ideas); Loris Z (El mundo extraño - Szama Ediciones) | Enrique Alcatena por Dr. Paradox en el país de las maravillas        |
| 2022 | Dolores Alcatena (Las hijas de Sedna - Jano Comics); Femimutancia (Banzai - Feminismo Gráfico); Jorge González (Llamarada - Editorial Hotel de las Ideas); Sole Otero (Naftalina - Editorial Salamandra Graphic); Xina Ocho (Inframundo - Editorial Hotel de las Ideas); Sike (Cartográfica - Editorial Estudio Mafia) | Jorge González por Llamarada                                         |
| 2023 | Dolores Alcatena (El fuego que purifica - Edición de autora); Paula Boffo (Santa sombra - Barro Editora); Rocío Espina (El nuevo milenio - Editorial La Pinta); Femimutancia (La Madriguera Editorial Hotel de las Ideas); Lauri Fernández (Turba - Editorial Hotel de las Ideas); Matías Muzillo (Yilé - Historieteca Editorial) | Dolores Alcatena por El fuego que purifica                           |

### Premio a la trayectoria
| Año  | Ganador/a          |
| ---- | ------------------ |
| 2015 | Horacio Altuna     |
| 2016 | Ricardo Villagrán  |
| 2017 | Domingo Mandrafina |
| 2018 | Martha Barnes      |
| 2019 | Enrique Alcatena   |
| 2022 | Eduardo Risso      |
| 2023 | Eduardo Mazzitelli |